# Zündspule
Die Zündspule ist ein Bauteil der Zündanlage eines Ottomotors oder einer Gasfeuerungsanlage. Der Aufbau entspricht einem Transformator.

## Grundlagen

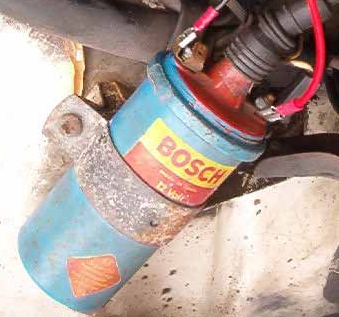
Zündspule eines PKW (12 Volt)

Zündspulen arbeiten wie ein Funkeninduktor. Bei eingeschalteter Zündung wird die Primärwicklung der Zündspule von Strom durchflossen, wodurch sich ein Magnetfeld um die Spule bildet. Dieses Magnetfeld wird durch den gemeinsamen Eisenkern beider Wicklungen auch auf die Sekundärwicklung übertragen. Das Öffnen des Unterbrechers im Primärkreis der Zündspule induziert im Sekundärkreis einen Hochspannungsimpuls, da das Magnetfeld rasch zusammenbricht. Die Hochspannung gelangt durch das Zündkabel zur Funkenstrecke einer Zündkerze, um zum Beispiel das Kraftstoff-Luft-Gemisch im Zylinder eines Ottomotors zum richtigen Zeitpunkt zu entzünden.
Sie dient beim Ottomotor dazu, zusammen mit dem Unterbrecher (heute meist elektronisch) und dem zum Unterbrecher parallel geschalteten Kondensator aus der bordeigenen 12-V-Spannung eine Hochspannung von ca. 15.000 bis 30.000 V zu erzeugen.
Der Kondensator parallel zum Kontakt soll einerseits die Funkenbildung an den Unterbrecherkontakten (erhöhter Abbrand) verringern und andererseits mit der Primärspule einen Schwingkreis bilden, der die gleiche Resonanzfrequenz wie die Sekundärspule hat. Auf diese Weise wird die Energieübertragung vom Primär- auf den Sekundärkreis optimiert. Bei gebräuchlichen Zündspulen liegt das Optimum oft bei 220 nF.

## Zündspulen in Ottomotoren

Prinzipschaltungen für Zündspulen
A: mit Unterbrecherkontakt
B: Thyristorzündung

Schaltbild der Wasted-Spark-Zündung des Citroën 2CV

Kfz-Zündspulen haben drei Anschlüsse: Der Primärstromkreis erhält vom Zündschloss Spannung an Klemme 15 (DIN 72572) der Zündspule, verläuft über die Primärwicklung und den an Klemme 1 angeschlossenen Zündunterbrecher (Zündkontakt) nach Masse. Die an Klemme 4 abgenommene Hochspannung des Sekundärstromkreises wird über den Zündverteiler zu den Zündkerzen geleitet, die über die Funkenstrecke wieder die Verbindung mit Masse herstellen. Vereinzelt finden auch Zündspulen mit 4 Anschlüssen Verwendung: Neben Klemme 1 und 15 für die Primärwicklung wird die Masse der Sekundärwicklung an Klemme 4a separat angeschlossen.
Um eine unerwünschte Fehlzündung beim Einschalten der Primärwicklung zu verhindern, wird sekundärseitig manchmal eine Reihenschaltung von Dioden (Kaskadendioden, Gesamt-Sperrspannung von ca. 2000–5000 Volt) vorgenommen.
Bei Zündspulen für Systeme mit Wasted Spark sind die beiden Enden der Sekundärwicklung für je eine Zündkerze nach außen geführt, eine der beiden Kerzen „zündet“ jeweils kurz vor dem Ansaugen und ist daher wirkungslos.
In der Ausbildung zum Kfz-Elektriker wurde bis in die 1970er Jahre hinein noch das aufwendige (Auf-)Wickeln von Zündspulen gelehrt – ein Verfahren, das durch die heutige Praxis, derartige Artikel einfach auszutauschen, überflüssig geworden ist, aber bei der Restaurierung von Oldtimern durchaus noch praktiziert wird.

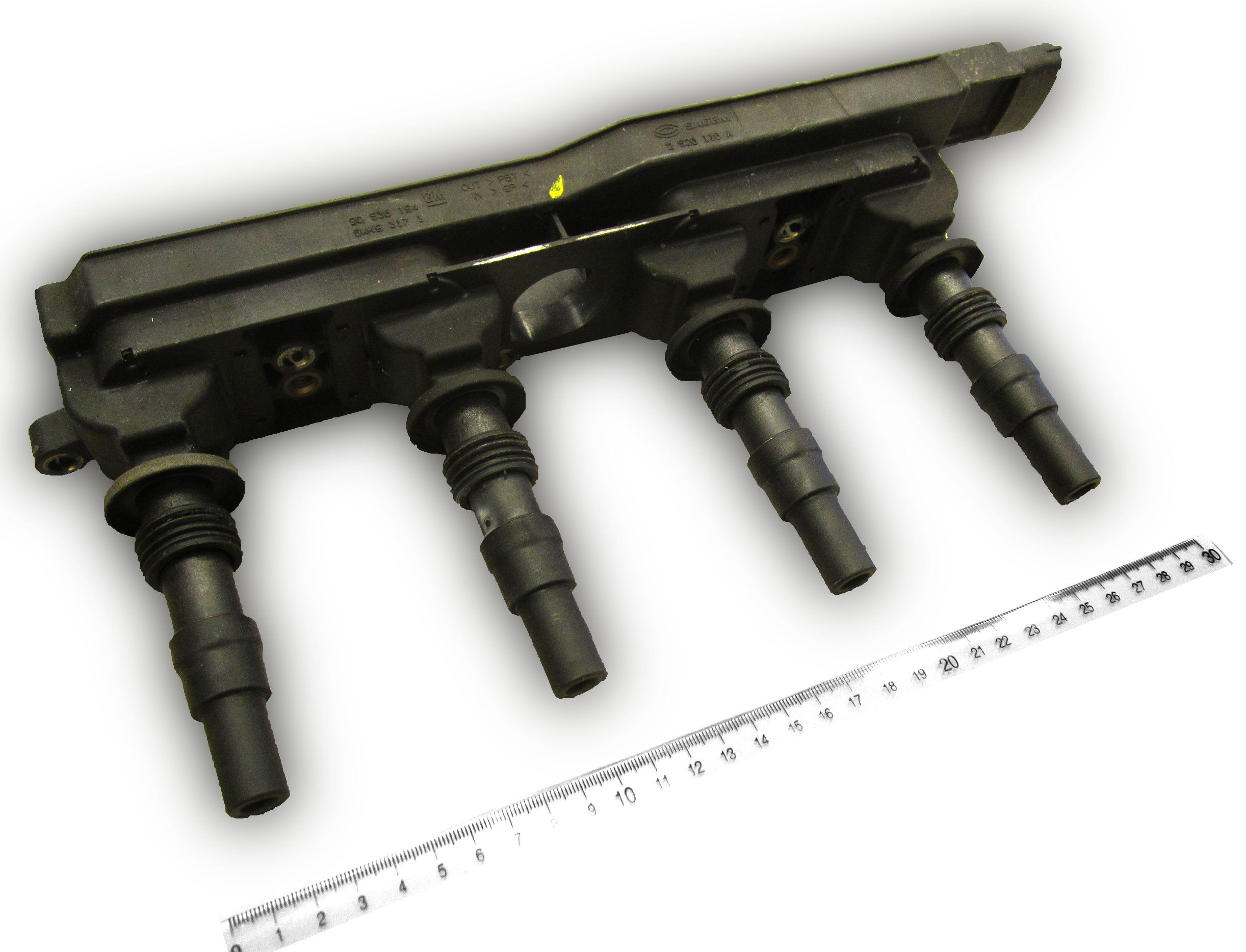
Zündspule/Zündmodul einer vollelektronischen Zündanlage für einen 4-Zylinder Motor

In neueren Fahrzeugen wird meist die vollelektronische Zündung (VEZ) mit ihrer „ruhenden Zündverteilung“ verwendet: Über jeder Zündkerze sitzt ein Zündmodul mit einer eigenen Zündspule. Der Zündverteiler mit seiner Mechanik entfällt wie auch die Hochspannungskabel. Auch die Funkstörungen sind sehr viel geringer.

### Entwicklungsgeschichte und Funktion

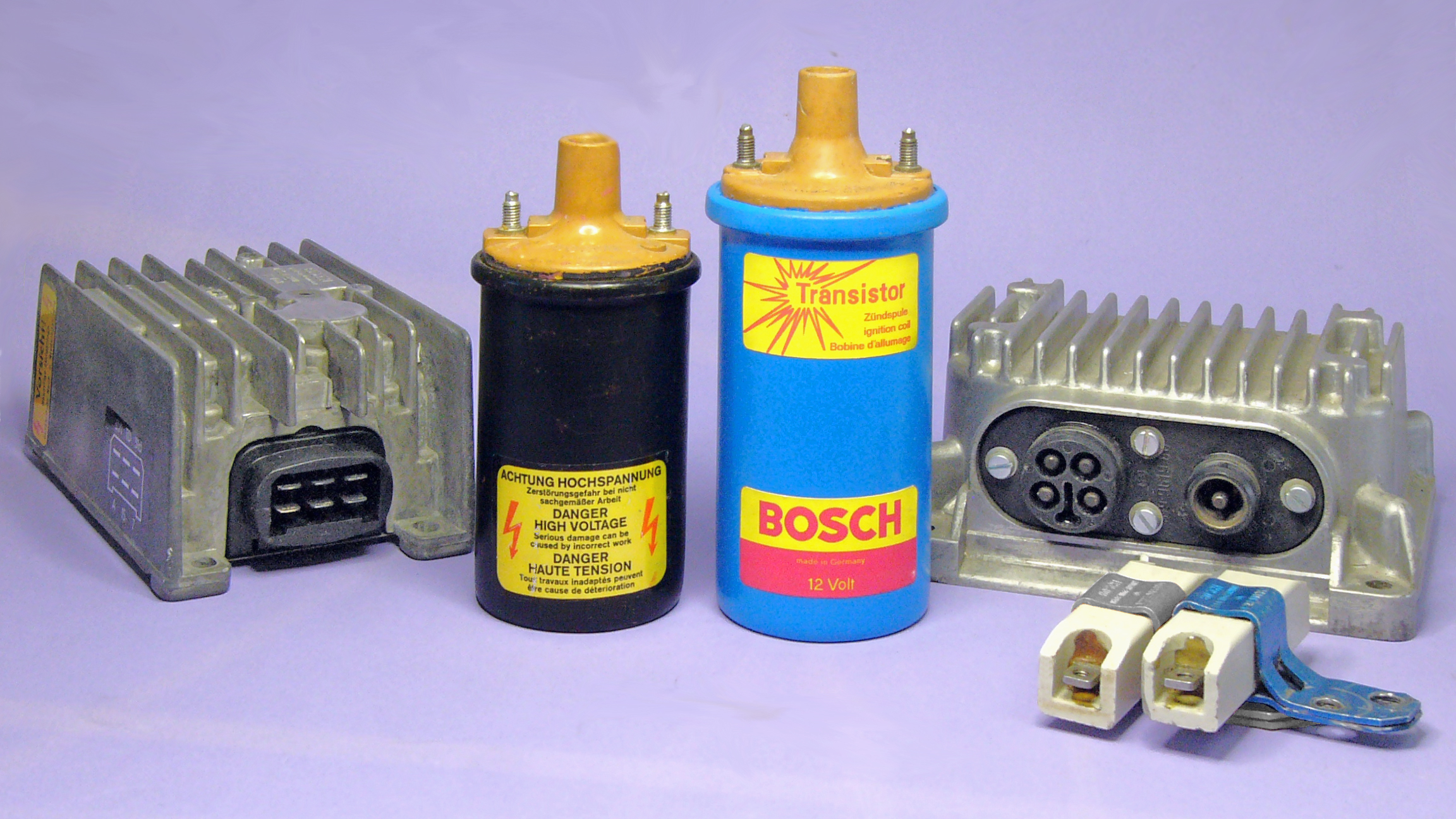
Eine Thyristor-Zündung (links) und eine Transistorzündung (rechts) aus den 1970er Jahren. Einer der beiden vor Kl. 15 der Zündspule in Serie geschalteten Widerstände wird zwecks Primärstromanhebung beim Starten (Anlassen) überbrückt.

Seit Einführung des Ottomotors wurden mit mechanischen Unterbrechern arbeitende Zündspulen über einen Zeitraum von rund einem Jahrhundert eingesetzt. Die Kontakt- bzw. Primärströme betrugen zwischen 4 und 5 Ampere. Hierdurch war die an die Zündkerze gelieferte Energie, die von der Hauptinduktivität der Zündspule, ihrem Übersetzungsverhältnis, dem Entstörwiderstand im Sekundärkreis abhängt, insbesondere bei hoher Motordrehzahl und vielen Zylindern auf ca. 5 bis 35 mJ begrenzt. Dagegen können mit transistorgeschalteten Zündspulen (Transistorzündung) und Thyristorzündungen erheblich höhere Primärströme erzeugt werden (Zündfunkenenergie zwischen ca. 50 und 100 mJ).

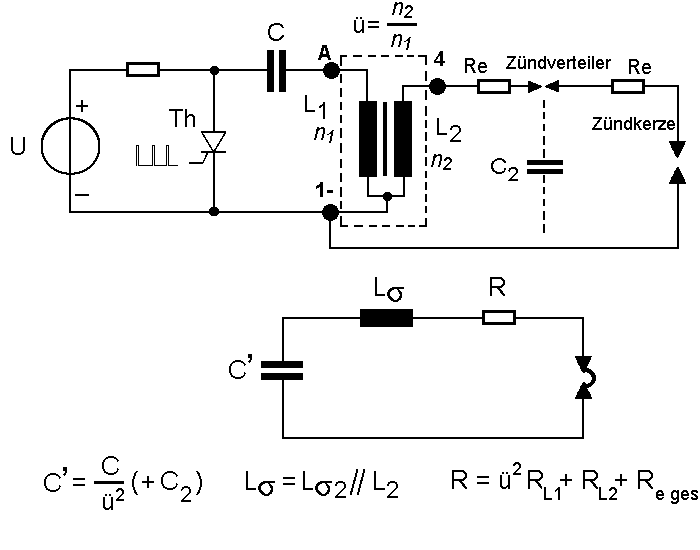
Thyristor-Zündanlage: Zum Zünden wird ein auf ca. 400 Volt geladener Kondensator vom Thyristor an die Primärwicklung der Zündspule geschaltet.

 Die Hochspannungskondensatorzündung (Thyristor-Zündung) lieferte im Vergleich zu Unterbrecher-Zündanlagen eine hohe Zündenergie bei größerer Zündspannungsreserve und kürzerer Spannungsanstiegszeit. Allerdings ist die Funkendauer nun nicht mehr von der Zündspulen-Hauptinduktivität, sondern von ihrer Streuinduktivität und den Zündspulen- und Entstörwiderständen abhängig. Der kürzere, kräftige Funke ist zwar sicherer, eine lange Glimmentladung ist für die Entflammung magerer und/oder inhomogener Zündgemische jedoch oft vorteilhafter.

Stand der Technik 2020 sind vollelektronischen Zündanlagen in Verbindung mit Einzelzylinder-Zündspulen. Die Motorelektronik kann anhand des rückgemessenen Zündstromverlaufes Werte zur Regelung gewinnen.

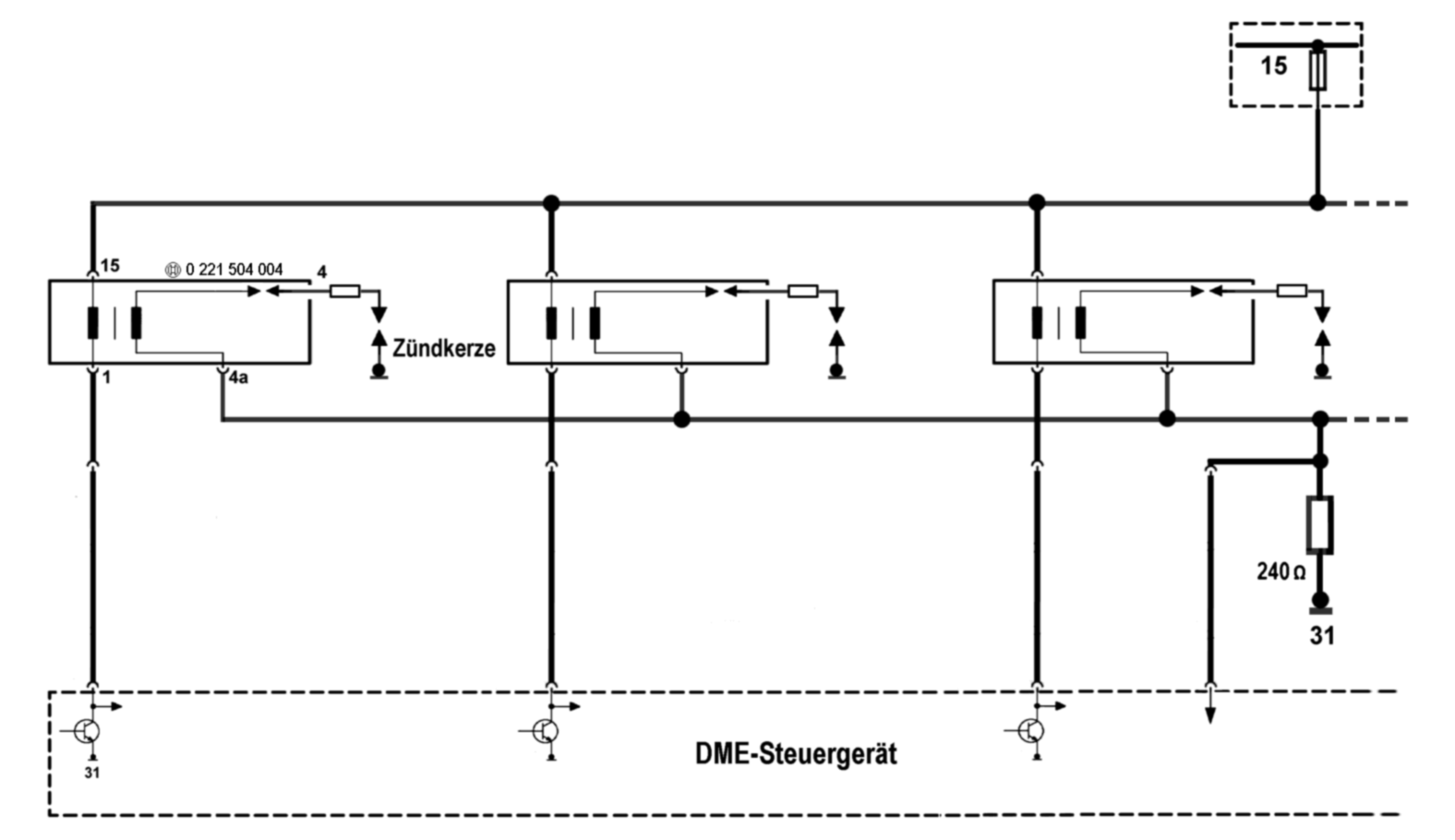
Transistorzündung mit Einzelzylinder- bzw. Kerzenschacht-Zündspulen. In den Zündspulen befindet sich eine Schaltfunkenstrecke

 Anstelle einer in der Zündspule eingebauten Vorfunkenstrecke kann auch eine Hochspannungsdiode eingesetzt werden. Beides vermeidet ein Zünden durch die beim Einschalten des Primärstroms einige Millisekunden vor dem Zündzeitpunkt im Sekundärkreis induzierte Spannung an den Zündkerzen.

### ISO 6518
In der ISO 6518-1 (Stand Juni 2002) sind unter Kapitel 4 technologisch unterschiedliche Ausführungen von Zündspulen für Zündsysteme von Straßenfahrzeugen erfasst. Es werden außerdem Einflüsse angegeben, die zu unkontrollierten Zündvorgängen führen können (Kap. 7). Die daran anknüpfende ISO 6518-2 (Korrektur September 1997) verweist bereits in ihrem einleitenden Teil (Geltungsbereich) auf zwei methodische Vorgehensweisen, der Problematik einer unzureichenden Reproduzierbarkeit von Angaben zur Ausgangsenergie von Zündsystemen zu begegnen. Bei Methode A werden Funkenstrecken verwendet (Kap. 5.3.1), bei Methode B wird eine Zenerdioden-Reihenschaltung als Ersatzlast empfohlen.
Zur Ermittlung des maximalen Hochspannungsangebots werden in ISO 6518-2 unter anderem Ersatzschaltungen für unterschiedliche Belastungsfälle einer Zündspule angegeben: Eine unmittelbar am Hochspannungsausgang angeschlossene Zündkerze, wie dies bei Zündspulen für Zündkerzenschachtmontage der Fall ist, wird durch eine Parallelschaltung eines 1-MΩ-Widerstands mit einem Kondensator von 25 pF simuliert. Bei einer Zündleitung zwischen diesen Komponenten soll der Wert dieses Kondensators 50 pF betragen.

### Funkendauer und Energie der Glimmentladung
Nachdem die Zündspannung an den Zündkerzenelektroden das Feld für die sich ausbildende Streamerladung in der sogenannten Predischarge phase in weniger als einer Nanosekunde aufgebaut hat, erfolgt die Funkendurchbruchphase (Breakdown phase) im einstelligen Nanosekundenbereich mit einer von der Zündspannung und den Elektrodeneigenschaften bestimmten kapazitiven Energie von üblicherweise ca. 1 mJ. Auf diese Entladungsform folgt eine im Mikrosekundenbereich ablaufende Bogenentladung (Arc phase), die in Serien-Zündanlagen ebenfalls ca. 1 mJ beisteuert. Es folgt eine Glimmentladung (Glow discharge). Dieser Abschnitt liefert trotz hoher Verluste den größten Energie-Anteil für die Gemischentflammung in Transistorzündungen. Der Stromverlauf der Glimmentladung wird bei Unterbrecher- und Transistor-Zündungen vom Zeitverhalten der Funkenbrennspannung sowie den im Sekundärkreis wirksamen induktiven und ohmschen Werten der Zündspule und des Entstörwiderstandes bestimmt. Bei den Unterbrecher-Zündanlagen ist dem Glimmentladungsstrom eine vom notwendigen Primärkreiskondensator bestimmte gedämpfte Schwingung überlagert, welche die energetische Gesamtbilanz zwar nicht beeinflusst, jedoch den Spannungsanstieg verlangsamt. Bei einer Transistor-Zündspule ist die Hochspannungs-Anstiegszeit gering und wird durch den Schalttransistor bestimmt.

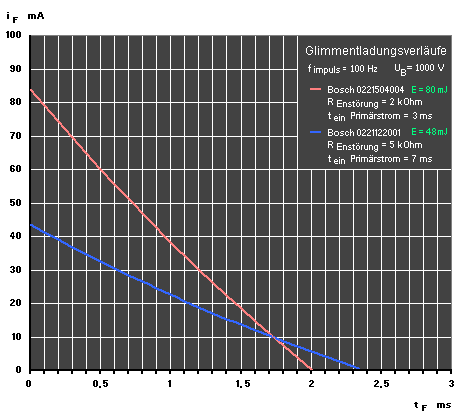
Glimmentladungsströme zweier Transistorzündspulen mit Entstörwiderständen

Die Funkenbrennspannung {\displaystyle U_{b}} ist vom Elektrodenabstand, der  Verdichtung bzw. Zylinderfüllung sowie dem Zündwinkel abhängig. Einen Richtwert für die Bewertung von Zündspulen gibt ISO 6518-2 mit einer Brennspannung von konstant 1 kV vor, dementsprechend ist die Ersatzlast (Zenerdiodenstrecke) bemessen.
Der im Fachjargon „Funkenschwanz“ genannte Spannungsverlauf kann bei Lastwechseln oder bei Turbulenzen im Elektrodenbereich auch vielgestaltiger sein. Bei einer unterbrecherkontakt- und transistorgeschalteten Zündspule sinkt die gespeicherte magnetische Energie und damit der Entladungsstrom ab dem Öffnen des Kontaktes bzw. Abschalten des Transistors mit
{\displaystyle {\frac {d_{i}}{d_{t}}}={\frac {U_{b}}{L}}}
ab, beeinflusst durch die Zeitkonstante
{\displaystyle \textstyle \tau ={\frac {L}{R}}}
Wird der Strom Null, endet die Glimmentladung.
Die Funkenenergie der Glimmentladung beträgt
{\displaystyle E_{F}=\int \limits _{0}^{t_{F}}u_{\mathrm {(t)} }\cdot i_{\mathrm {(t)} }\ dt}
bzw. vereinfacht mit  {\displaystyle \textstyle u_{B\mathrm {(t)} }=U} rntsprechend ISO 6518-2 Methode B
{\displaystyle E_{zd}=U\cdot \int \limits _{0}^{t_{F}}i\ dt}
Nachdem der Strom an der Kerze auf Null abgeklungen ist, führen die in und an der Zündspule wirkenden kapazitiven Komponenten die Spannung {\displaystyle \textstyle U=U_{b}}, wodurch eine periodisch abklingende Schwingung entsteht.

### Energiebilanz kapazitiver und induktiver Zündsysteme
Im Gegensatz zur induktiven Energiespeicherung in der Zündspule bei Unterbrecher- und Transistorzündung ist bei der Hochspannungskondensatorzündung (Thyristorzündung) die Energie im Kondensator gespeichert.
In Serien-Zündsystemen beträgt die Funkendauer zwischen ca. 0,02 und 0,2 Millisekunden.
Messverfahren Methode A nach ISO 6518-2 (ohne Entstörwiderstand) liefert zum Beispiel bei zwei Thyristor-Zündsystemen mit eingangsseitigen Energien von 148 mJ bzw. 58 mJ eine Zündfunkenenergie von höchstens 3 mJ.
Bei Transistor-Zündsystemen und eingangsseitigen Energie von 137 mJ bzw. 84 mJ wurden Funkenenergien von 24 mJ bzw. ca. 14 mJ gemessen.
Somit arbeiten Transistor-Zündanlagen effektiver als Thyristor-Zündanlagen.

### Kenndaten einiger Zündspulen
| Typbezeichnung | L1 [mH] | L2 [H] | R1 [Ω] | R2 [kΩ] | ü [n2:n1] | C2 [pF] |
| --- | ------- | ------ | ------ | ------- | --------- | ------- |
| Bosch 0221122001 (TSZ) Bosch 0221122010 (TSZ) Vorwiderstände 0,4 Ω + 0,6 Ω                                                  | 2,8     | 71     | 0,4    | 9,3     | 160       | 23      |
| Bosch 0221122005 (TSZ) Vorwiderstände 0,4 Ω + 0,6 Ω                                                                         | 6,1     | 71     | 1,35   | 8,9     | 110       | 30      |
| Bosch 0221122009 (TSZ) Vorwiderstände 0,4 Ω + 0,6 Ω nur für Steuergeräte ohne Primärstromregelung                           | 8,2     | 30     | 1,15   | 7,2     | 60        | 25      |
| Bosch 0221118307 (EZ/TSZ)                                                                                                   | 5,5     | 50     | 0,55   | 10,0    | 95        | 32      |
| Bosch 0221118319 (TSZ) | 6,0     | 38     | 0,83   | 7,5     | 80        | 28      |
| Bosch 0221118329 (EZ/TSZ)                                                                                                   | 4,5     | 45     | 0,35   | 9,4     | 100       | 22      |
| Bosch 0221118335 Motronic ML 1.3                                                                                            | 3,5     | 35     | 0,50   | 6,0     | 100       | 34      |
| Bosch 0221119030 „KW12V“ Vorwiderstand 1,8 Ω                                                                                | 6,1     | 71     | 1,35   | 8,9     | 110       | 30      |
| Bosch 0221119035 „K12V“ | 9,7     | 62     | 3,1    | 11,3    | 80        | 22      |
| Bosch 0221504004 DME, Einzelzylinder-Zündspule                                                                              | 4,5     | 36     | 0,3    | 4,0     | 90        | 12      |
| Bosch 0221121005 (HKZ) L2σ = 0,5 H                                                                                          | 0,38    | 3,8    | 0,1    | 0,46    | 100       | <3      |
| Delco Remy DR502 Vorwiderstand 1,6–1,8 Ω                                                                                    | 6,3     | 63     | 1,3    | 5,8     | 100       | 14      |
| EZ = Elektronische Zündanlage DME = Digitale Motorelektronik HKZ = Hochspannungs-Kondensatorzündung TSZ = Transistorzündung |         |        |        |         |           |         |

Das auffällig hohe Übersetzungsverhältnis der ersten von Bosch in Serie produzierten Transistor-Zündspule erklärt sich durch ihre Steuerung mittels Germanium-Schalttransistoren. Deren zulässige Kollektor-Emitter-Sperrspannung liegt erheblich unterhalb der später verfügbaren Siliziumtransistoren.
Der für eine möglichst verlustarme Energieübertragung wichtige Koppelfaktor zwischen Primär- und Sekundärwicklung beträgt ca. 0,9 bei Zündspulen in traditioneller Zylinderbauweise. Ausführungen mit einem Mantelkern ermöglichen Kopplungsfaktoren von etwa 0,96.